# Cajón del Maipo
El Cajón del Maipo es un cañón andino ubicado en la zona suroriental de la Región Metropolitana, Chile. Corresponde a la alta cuenca del río Maipo (sobre 900 m s. n. m.), donde es encajonado por cerros, farellones y macizos. La zona además cuenta con una serie de ríos confluentes como el río el Volcán, el Yeso y el Colorado, y otros esteros como el San Gabriel, Manzanito, Coyanco, el Sauce, el Manzano y San José. 
La localidad principal es San José de Maipo, capital de la comuna homónima, la que abarca la mayor parte del sector cordillerano de la Región Metropolitana.

## Turismo
El Cajón del Maipo se ubica a una hora de Santiago de Chile, siendo destino frecuente para seguidores del ecoturismo y practicantes de senderismo, cabalgatas, ciclismo de montaña, kayak y descenso de ríos.
Dentro de los principales atractivos se encuentran el Monumento Natural El Morado, el centro de esquí Lagunillas, las termas de Baños Morales, Baños Colina y las Termas del Plomo, cerca del embalse El Yeso, principal fuente de agua potable para la ciudad de Santiago.

### Acceso
Para llegar en transporte público, hay que ir a la estación de metro las Mercedes (Línea 4), salir de la estación y dirigirse al paradero tomar el Metrobus N.º72  con dirección a la Plaza de Armas de San José de Maipo o tomar un taxi colectivo.

## Datos interesantes
- Curiosamente toda la toponimia del sector está absolutamente en español (con excepción del nombre Maipo), aunque se estima que era el lugar de residencia de los indígenas poyas, chiquillanes y puelches que cruzaban desde la pampa.
- El 12 de febrero de 1817, un destacamento del Ejército Libertador al mando de José León Lemus fue enviado por José de San Martín por este sector para distraer al Ejército Realista. Se retiró tras atacar la guarnición de San Gabriel.
- En 1932 en el sector de Lo Valdés el Club Alemán Andino construyó uno de los primeros refugios de montaña en Chile. El refugio sigue funcionando en la actualidad.
- El 7 de septiembre de 1986, en la «cuesta de Las Achupallas» se produjo el atentado contra Augusto Pinochet.

## Galería

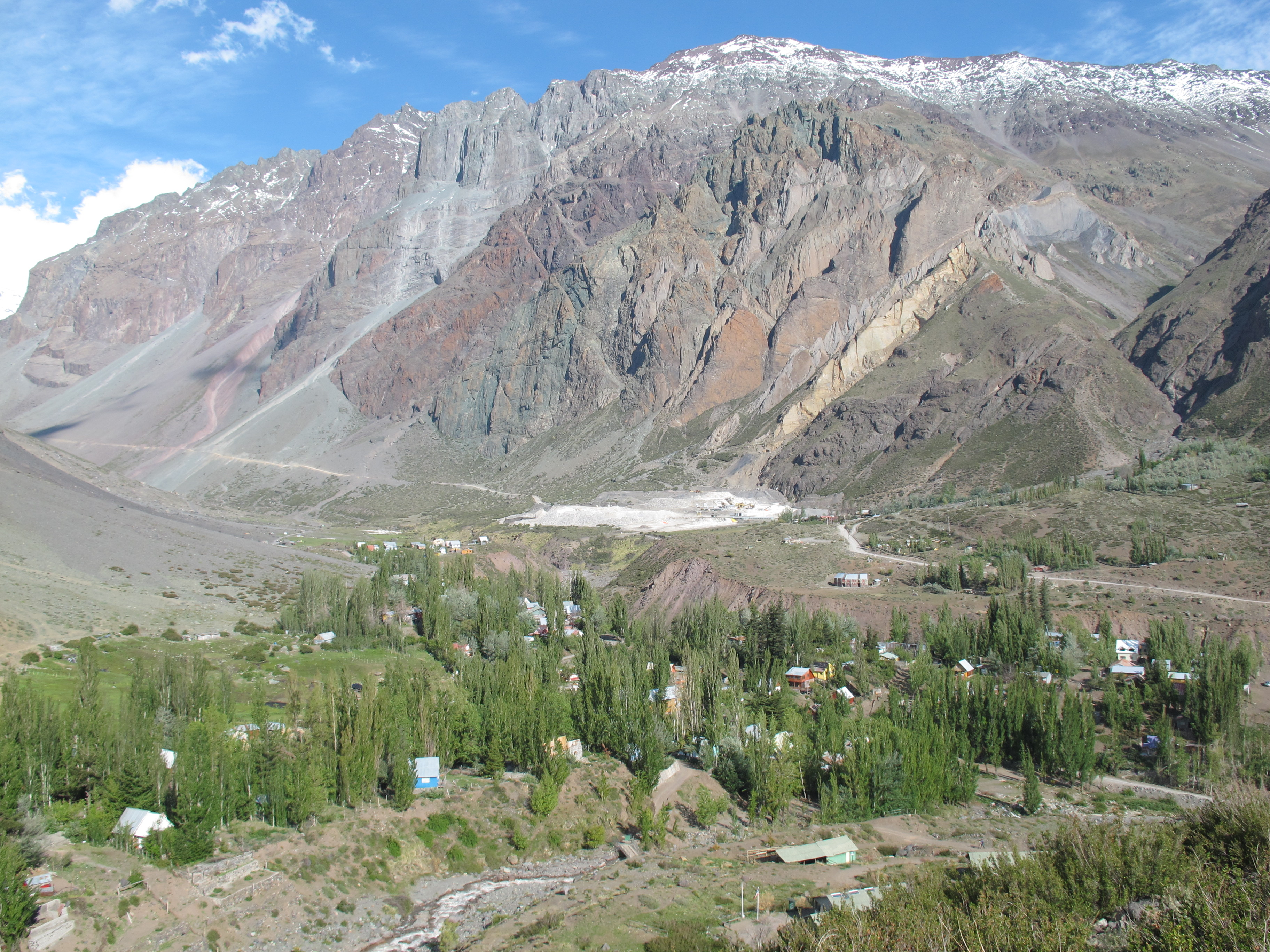
Baños Morales.
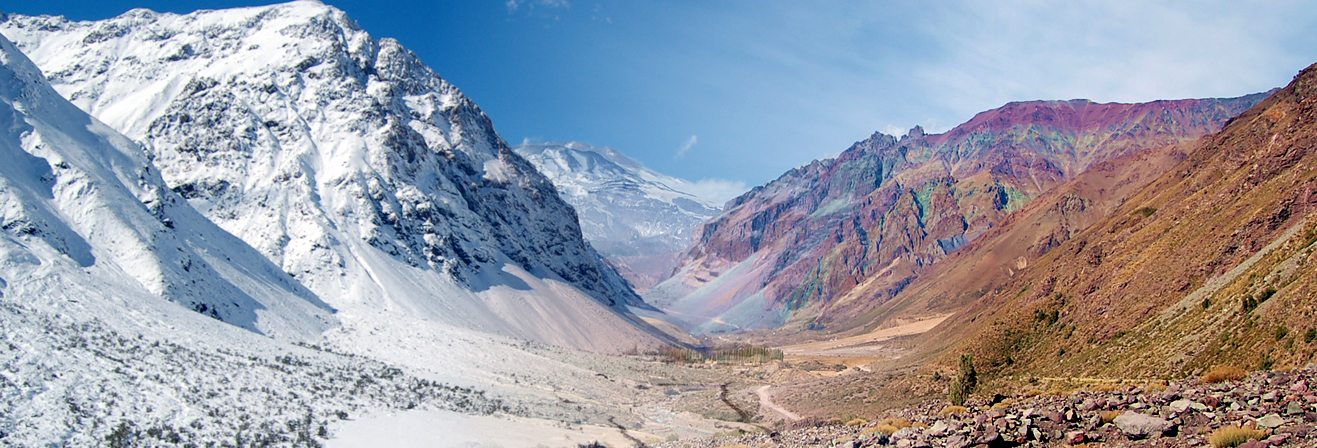
Vista panorámica fundida en invierno y en verano del Cajón del Maipo.
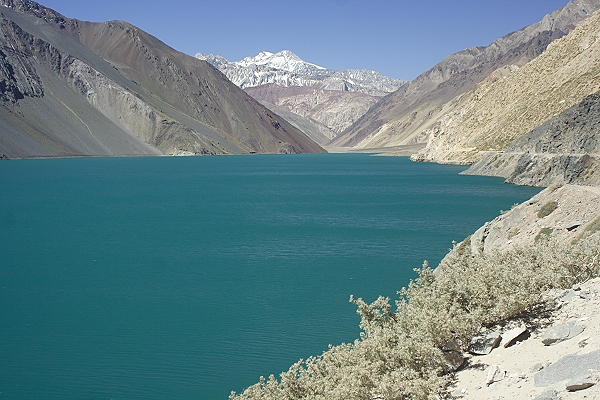
Embalse El Yeso.
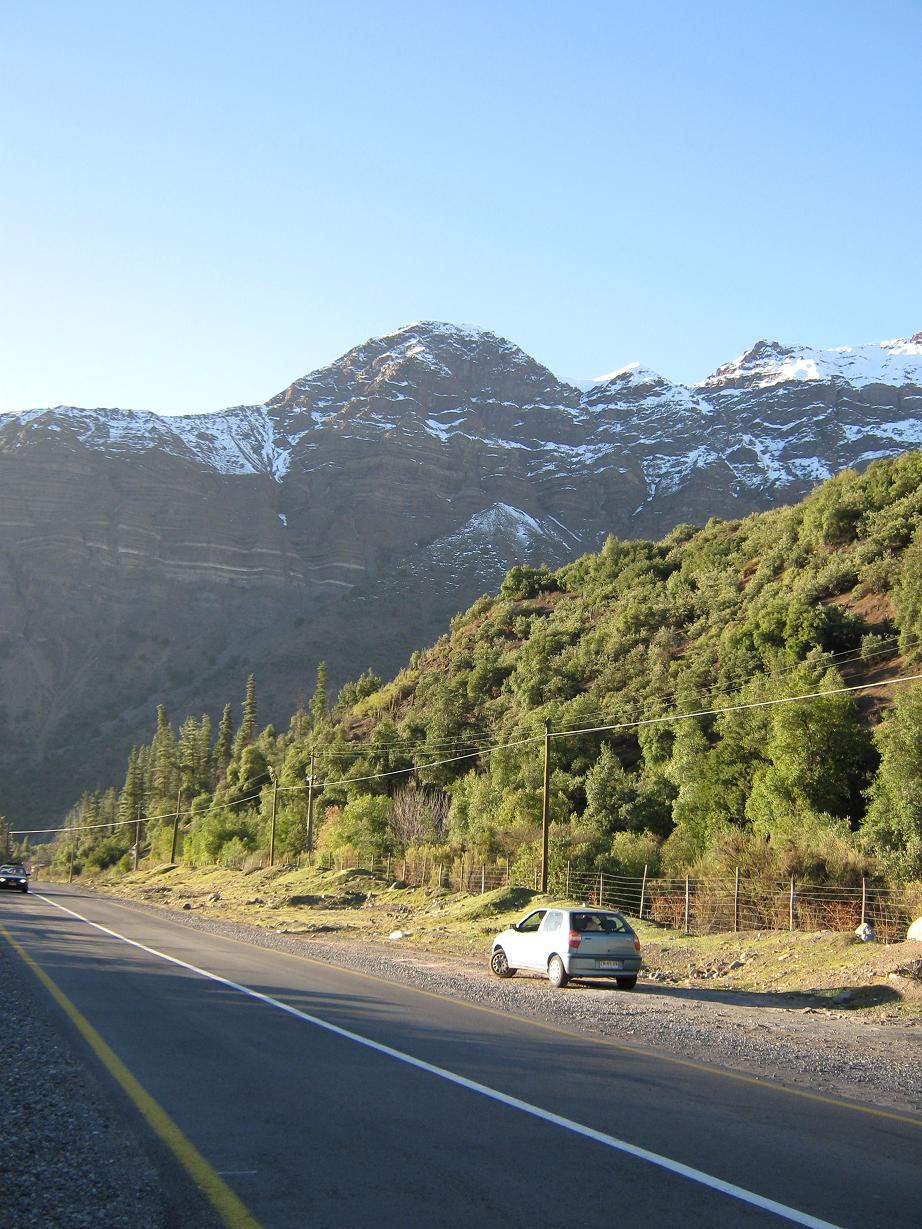
Vista desde El Melocotón.
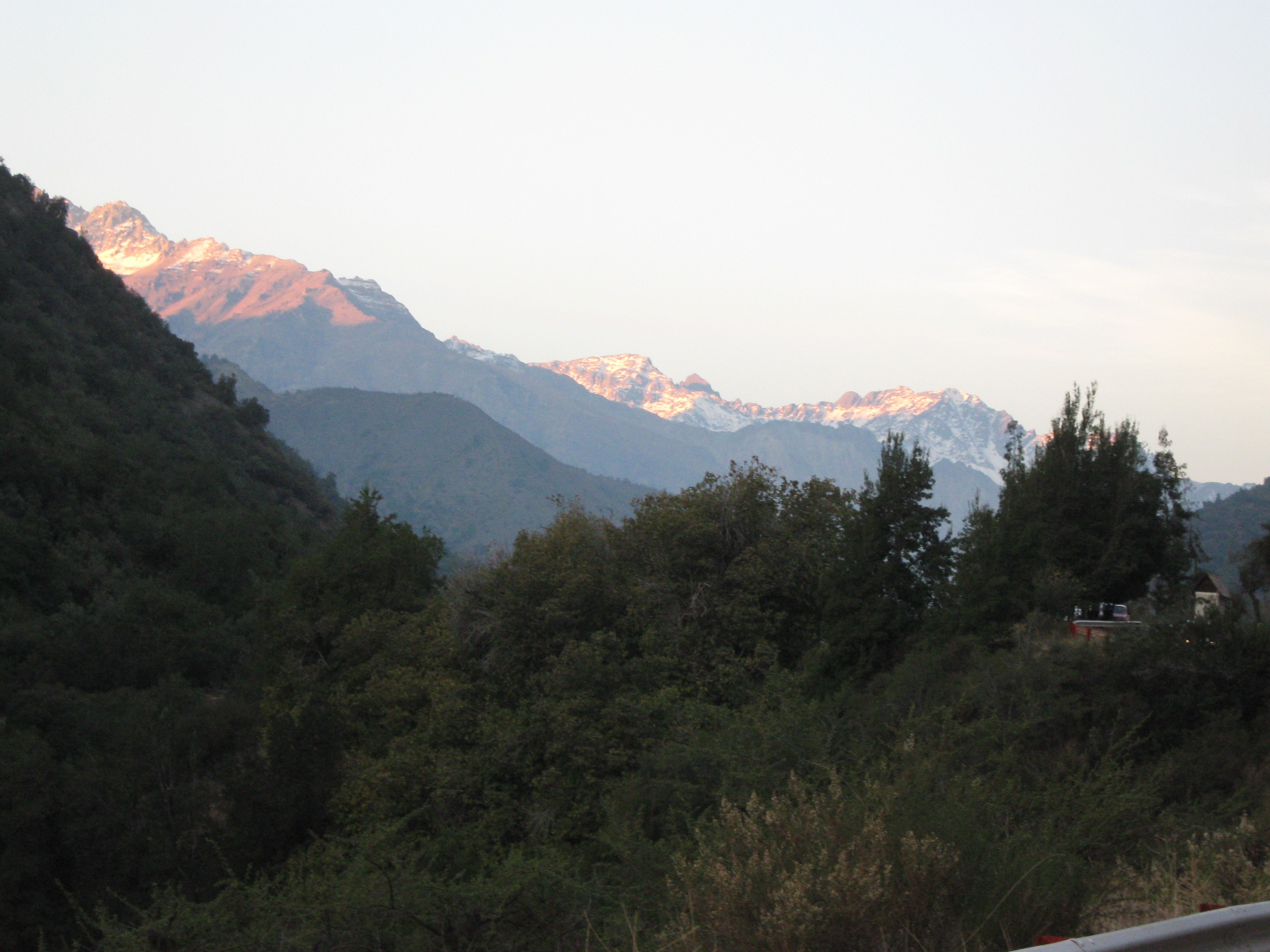
Vista al sector de Los Maitenes.
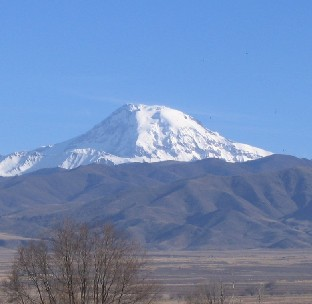
Volcán Tupungato.
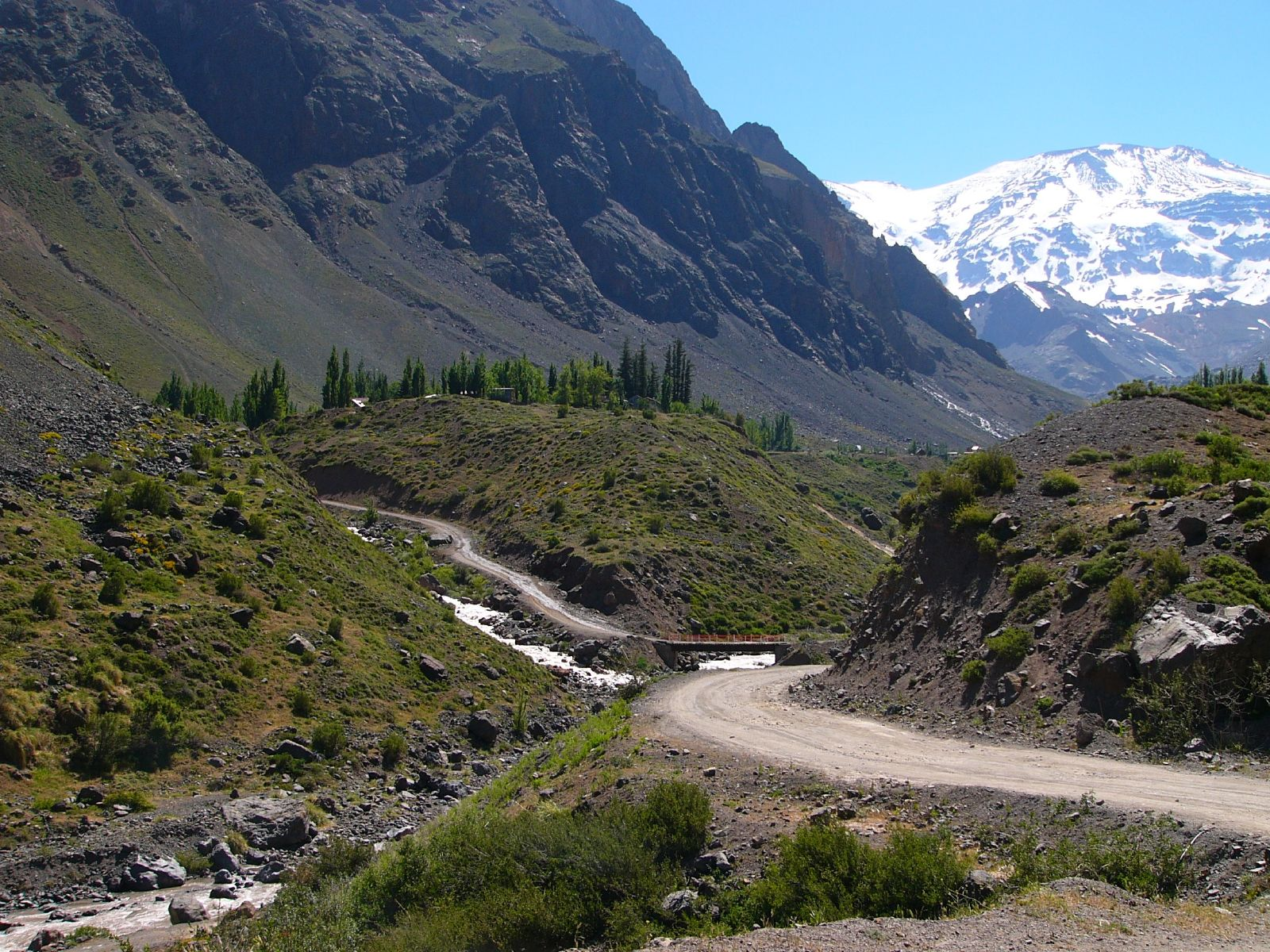
Río el Volcán.
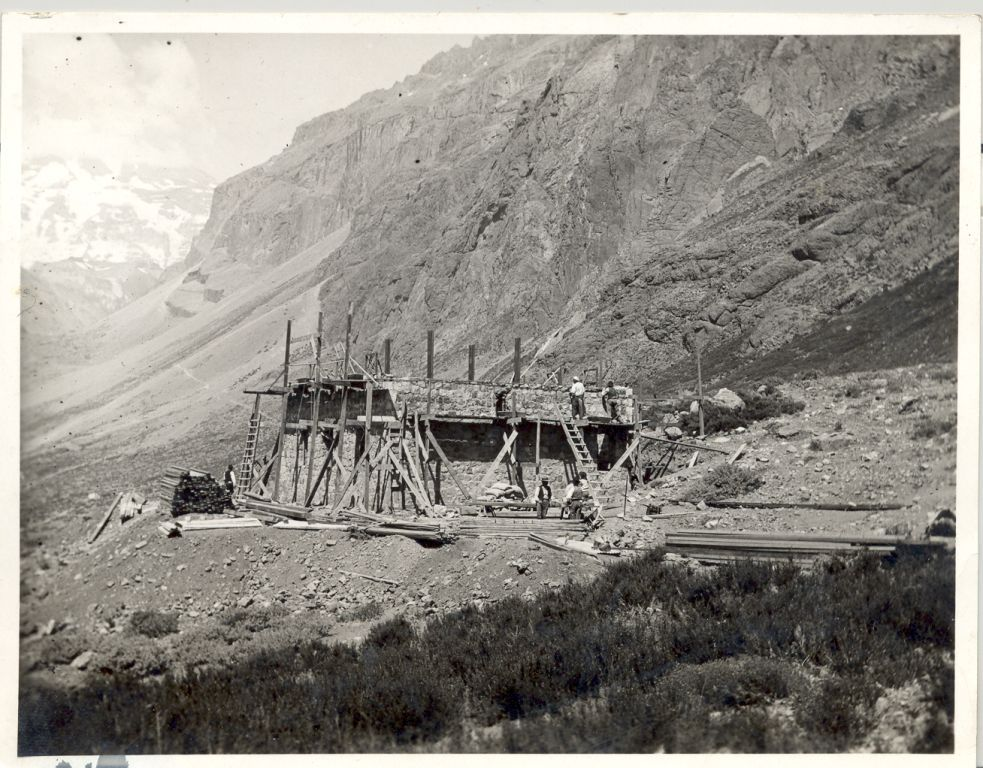
Construcción del refugio alemán de Lo Valdés en los años 30.
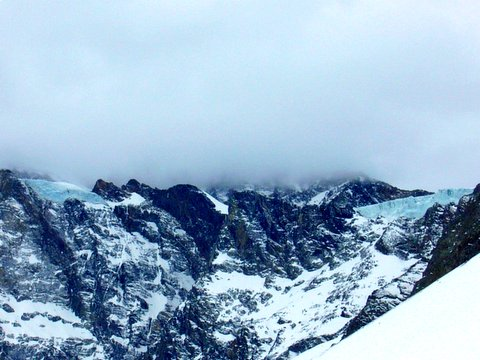
Glaciar San Francisco, dentro del Monumento Natural El Morado.
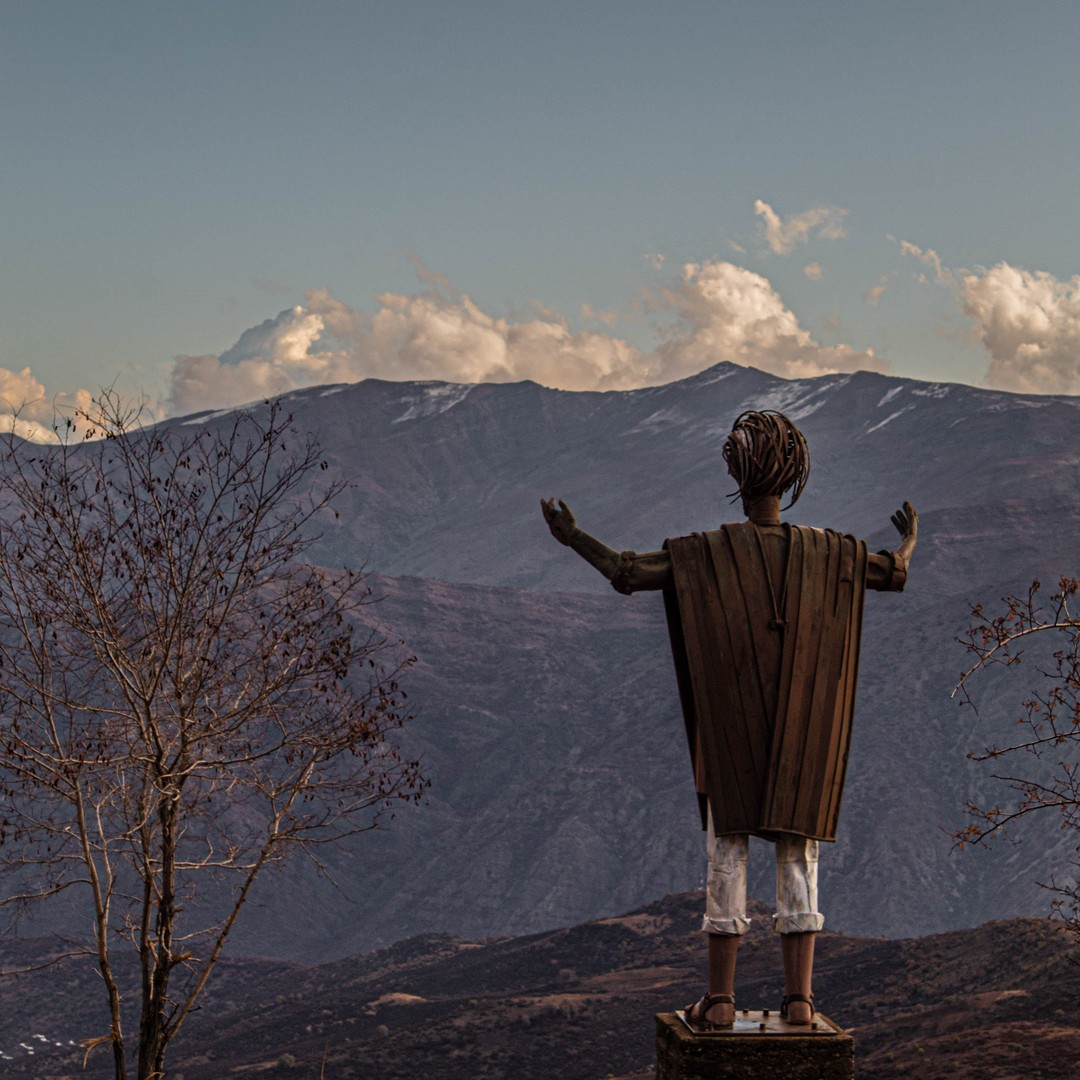
Escultura "Cristo Huaso" en el sector de Lagunillas, San José de Maipo, Chile.